# شبكة مضادة للتبعثر

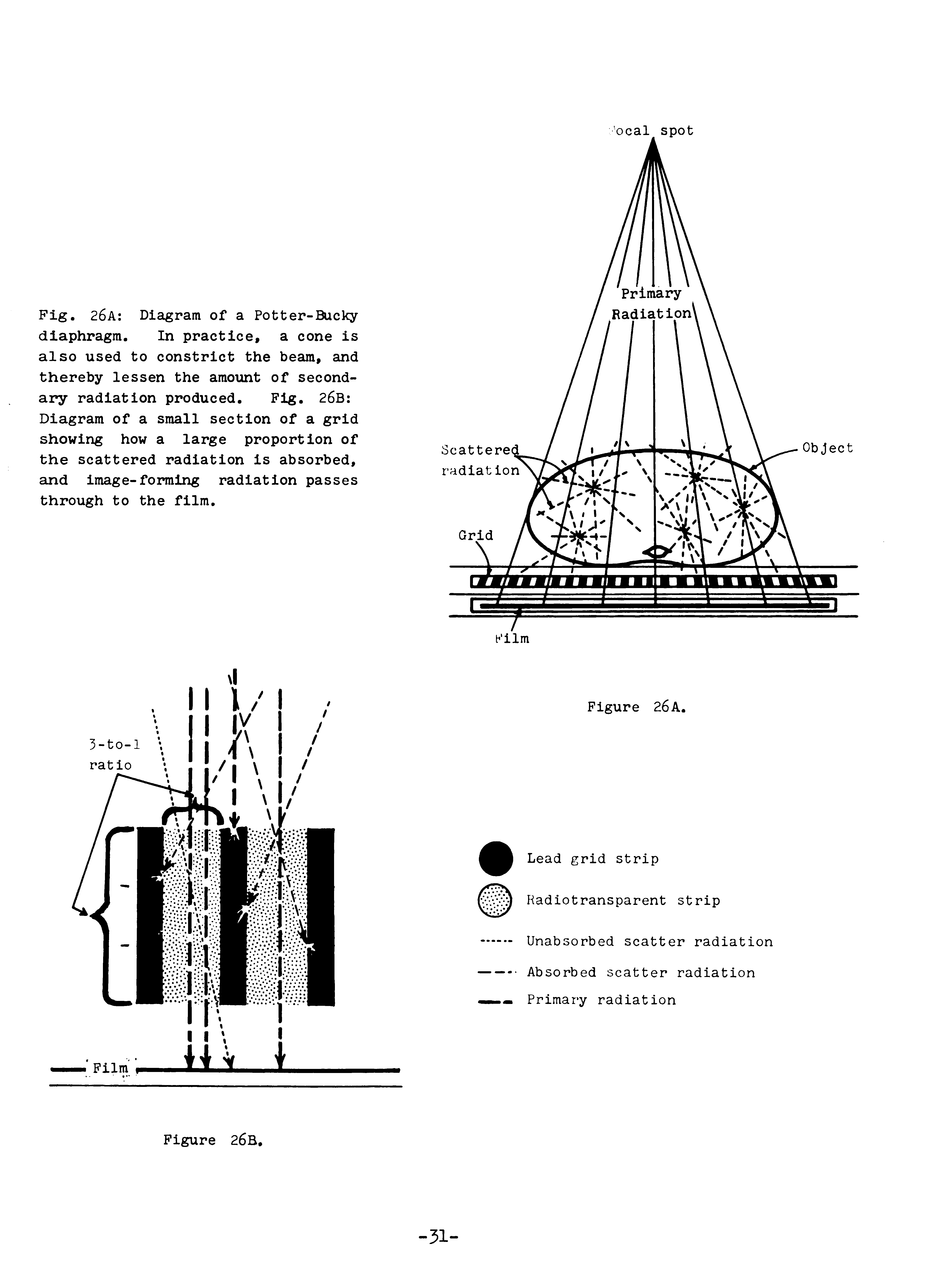

الشبكة المضادة للتبعثر (anti-scatter grid) هي جهاز لتحديد كمية الإشعاع المتبعثر الناشئ عن التعرض لـالتصوير الإشعاعي الذي يبلغ الكاشف.
يتم إنشاء الشبكة من سلسلة من شرائط الرصاص المتوازية ومادة شفيفة للأشعة مثل البلاستيك. وتوضع الشبكة بين المريض والكاشف أثناء التعرض للكشف. ويمر إشعاع الشعاع الأولي عن طريق شرائط شفيفة للأشعة على أنها تسير بالتوازي بالقرب من هذه الشرائط، ولكنه يتبعثر بطبيعته، وينحرف عن الشعاع الموازي ولا يمكنه المرور بسهولة عن طريق الشبكة كأنه يواجه شرائط الرصاص في زاوية وقد خفف الشعاع أو أفقده جزءًا أصيلاً منه.
تستخدم هذه الشبكات تحديدًا في الفحوصات حيث يتم إنشاء مجموعة كبيرة من الأشعة المتبعثرة، أي تلك التي تنطوي على عدد كبير من الأنسجة المشعة وتلك التي تتطلب جهدًا كهربائيًا عاليًا. وبخلاف ذلك قد يتسبب التبعثر في انخفاض الصورة عن طريق تقليل التباين والدقة. ومع ذلك فإن استخدام الشبكة يتطلب تعرض المريض لإشعاع أكبر كأنه أمر جيد لتخفيف الشعاع الأولي عن طريق شرائح الرصاص، ولهذا السبب لا يتم استخدام الشبكات في جميع الفحوصات.